# Severo Koroduadua Waqanibau
Pas d'image ? Cliquez ici

b Matchs officiels uniquement.
Dernière mise à jour le 30 août 2018.
Severo Koroduadua Waqanibau, né le 22 décembre 1960 à Galoa (province de Kadavu, Fidji, est un joueur de rugby à XV, qui a joué avec l'équipe des Fidji, et évoluant au poste d'arrière.

## Carrière

### En équipe nationale
Severo Koroduadua Waqanibau obtient sa première cape internationale le 25 septembre 1982, à l’occasion d’un match contre l'équipe d’Écosse A.
Il dispute la Coupe du monde de rugby 1987 (4 matches) et la Coupe du monde de rugby 1991 (2 matches).

## Palmarès
- 27 sélections avec l’équipe des Fidji ;
- Sélections par année : 2 en 1982, 5 en 1983, 4 en 1985, 6 en 1987, 2 en 1988, 5 en 1989, 1 en 1990, 2 en 1991 ;
- 268 points marqués ;
- 56 transformations, 47 pénalités, 5 drops.